# Велоспорт на летних Олимпийских играх 1964
Соревнования по велоспорту на летних Олимпийских играх 1964 года проводились только среди мужчин. На этих играх впервые появился такой вид соревнований, как индивидуальная гонка преследования на дистанции 4000 м.

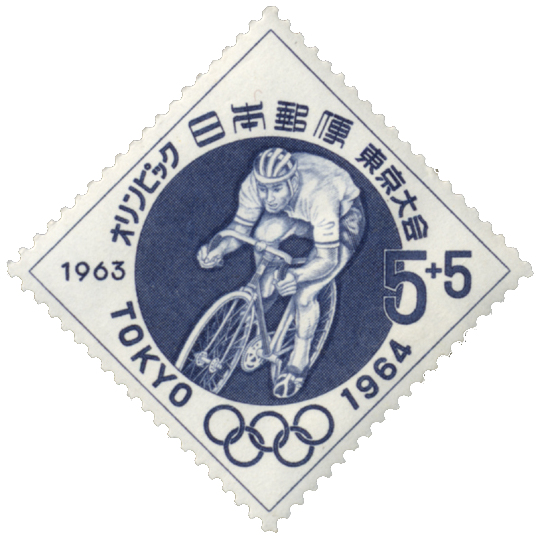
Почтовая марка

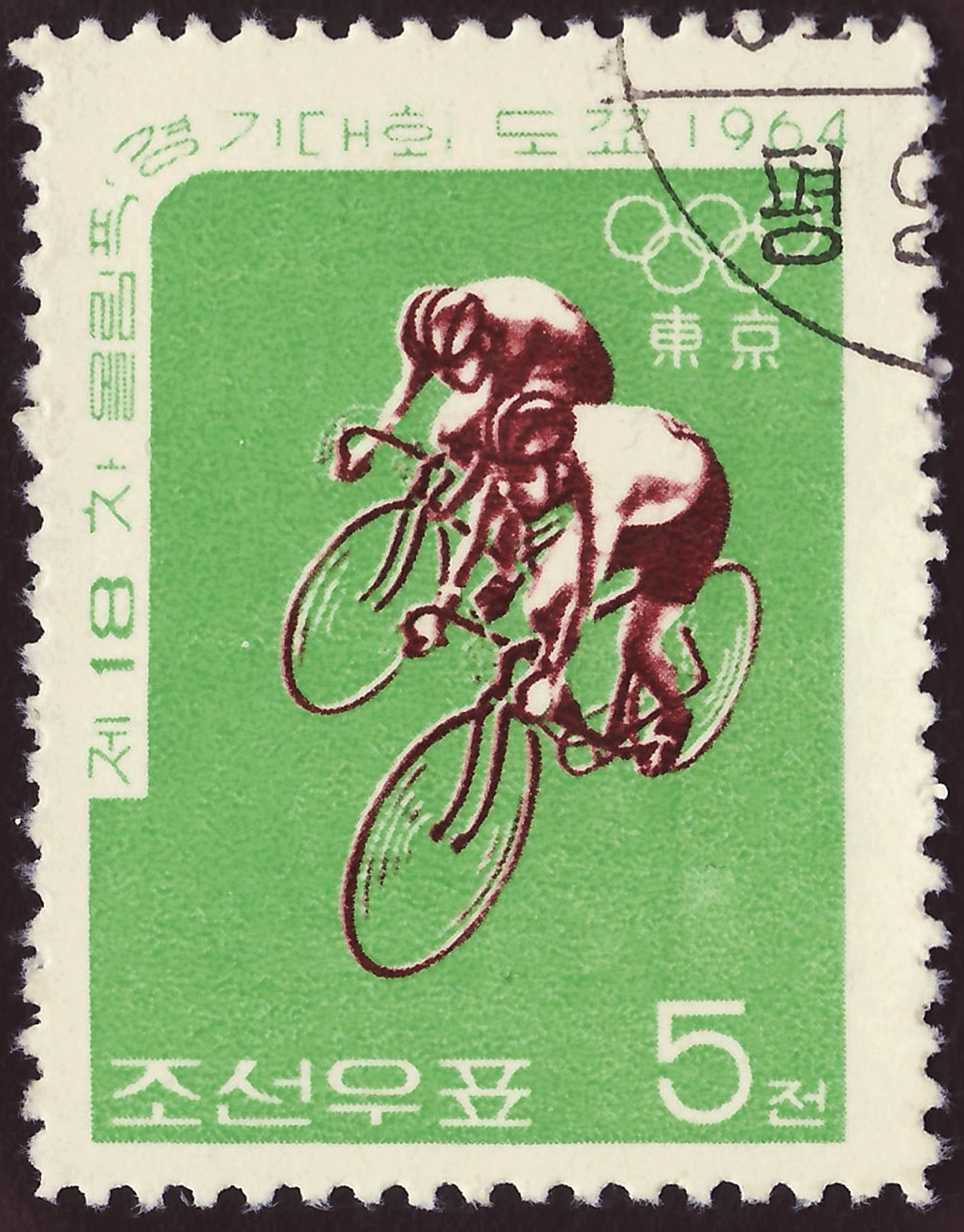
Почтовая марка

## Общий медальный зачёт
| Место | Страна                          | Золото | Серебро | Бронза | Всего |
| ----- | ------------------------------- | ------ | ------- | ------ | ----- |
| 1     | Италия                          | 3      | 5       | 0      | 8     |
| 2     | Бельгия                         | 1      | 0       | 1      | 2     |
| 2     | Нидерланды                      | 1      | 0       | 1      | 2     |
| 2     | Объединённая германская команда | 1      | 0       | 1      | 2     |
| 5     | Чехословакия                    | 1      | 0       | 0      | 1     |
| 6     | Дания                           | 0      | 1       | 1      | 2     |
| 7     | СССР                            | 0      | 1       | 0      | 1     |
| 8     | Франция                         | 0      | 0       | 2      | 2     |
| 9     | Швеция                          | 0      | 0       | 1      | 1     |

## Медалисты
| Дисциплина                                  | Золото                                                                                          | Серебро                                                                          | Бронза                                                                       |
| ------------------------------------------- | ----------------------------------------------------------------------------------------------- | -------------------------------------------------------------------------------- | ---------------------------------------------------------------------------- |
| Велошоссе Групповая гонка                   | Марио Занин Италия                                                                              | Кьелль Родиан Дания                                                              | Вальтер Годефрот Бельгия                                                     |
| Велошоссе Командная гонка                   | Нидерланды · Барт Зут · Эверт Долман · Гербен Карстенс · Ян Питерсе                             | Италия · Ферруччо Манза · Северино Андреоли · Лучиано Делла Бона · Пьетро Гуэрра | Швеция · Стуре Петтерссон · Свен Хамрин · Эрик Петтерссон · Йёста Петтерссон |
| Велотрек Гит 1000 м                         | Патрик Серку Бельгия                                                                            | Джованни Петтенелла Италия                                                       | Пьер Трантен Франция                                                         |
| Велотрек Спринт                             | Джованни Петтенелла Италия                                                                      | Серджо Бьянкетто Италия                                                          | Даниэль Морелон Франция                                                      |
| Тандем                                      | Италия · Серджо Бьянкетто · Анджело Дамиано                                                     | СССР · Имант Бодниекс · Виктор Логунов                                           | Объединённая германская команда · Вилли Фуггерер · Клаус Кобуш               |
| Велотрек Индивидуальная гонка преследования | Иржи Далер Чехословакия                                                                         | Джорджо Урси Италия                                                              | Пребен Исакссон Дания                                                        |
| Велотрек Командная гонка преследования      | Объединённая германская команда · Эрнст Стренг · Лотар Глесгес · Карл-Хайнц Хенрихс · Карл Линк | Италия · Франко Теста · Ченчо Мантовани · Карло Ранкати · Луиджи Ронкалья        | Нидерланды · Кор Схюринг · Хенк Корнелиссе · Герард Кул · Яп Аудкерк         |